# Rosewood, Ohio
Rosewood är en ort i Champaign County i delstaten Ohio, USA.